# Huta Żelechowska
Huta Żelechowska – wieś sołecka w Polsce położona w województwie mazowieckim, w powiecie garwolińskim, w gminie Żelechów.
| SIMC    | Nazwa | Rodzaj    |
| ------- | ----- | --------- |
| 0696786 | Bród  | część wsi |

W latach 1975–1998 miejscowość administracyjnie należała do województwa siedleckiego. 
Wierni Kościoła rzymskokatolickiego należą do parafii Zwiastowania Najświętszej Maryi Panny w Żelechowie.